# Carlos Peña González

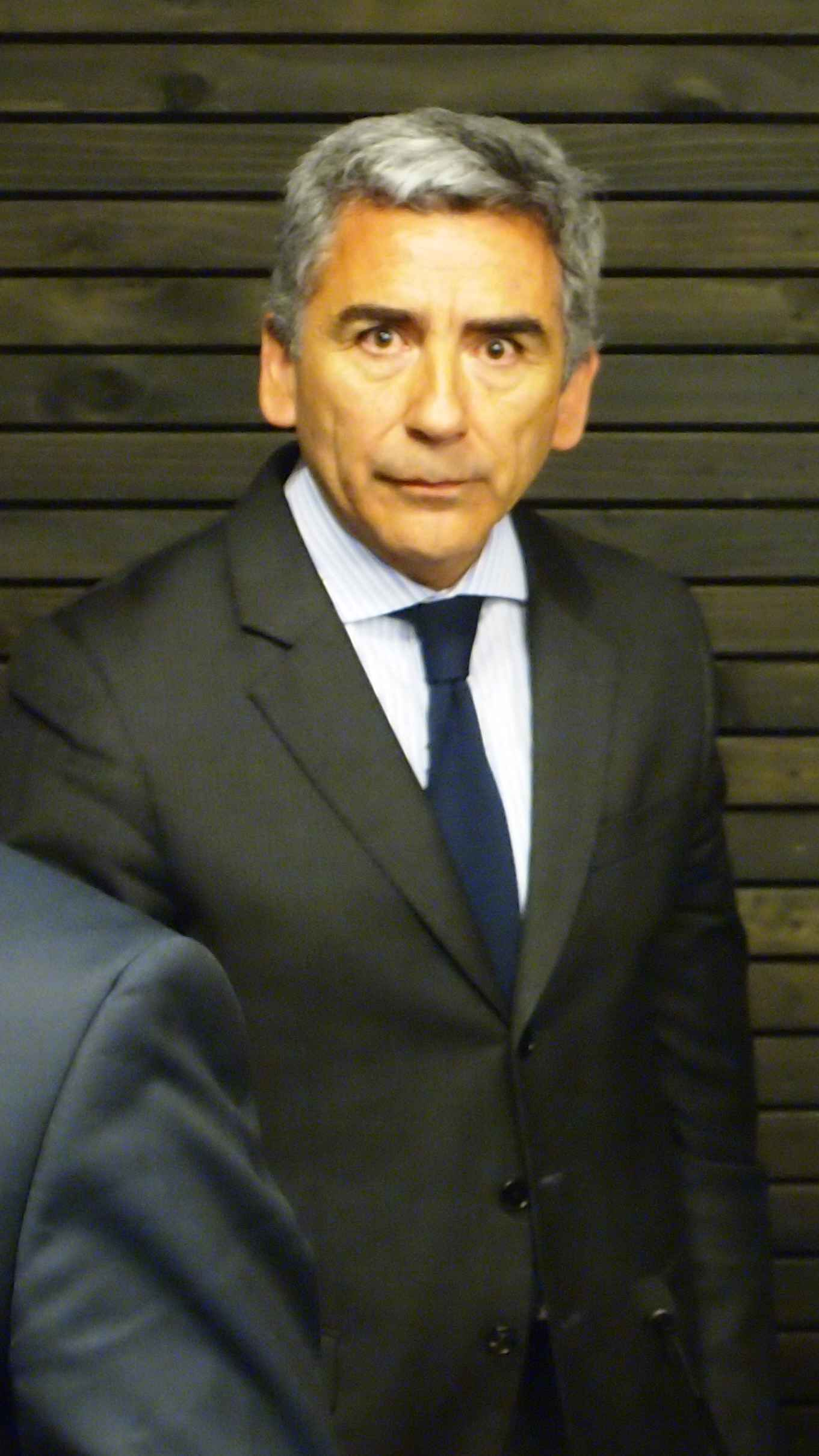
Carlos Peña (2012)

Carlos Hernán Peña González (* 8. Juni 1959) ist ein chilenischer Jurist, Magister der Soziologie, Rektor der Universität Diego Portales und Vorsitzender des Beirats des chilenischen Bildungsministeriums und Kolumnist der Zeitung El Mercurio.

## Leben
Peña studierte von 1977 bis 1981 an der Pontificia Universidad Católica de Chile und wurde 1985 als Anwalt zugelassen.
Er trat 1986 in das Magisterprogramm für Sociología en la Pontificia Universidad Católica de Chile ein, das er 1988 mit Auszeichnung als Jahrgangsbester bestand.
Seinerzeit bemüht er sich um den Abschluss seiner Promotion in den Geisteswissenschaften an der Universidad de Chile in einer Arbeit über Rawis.
Seit 1983 ist Peña an der Universidad Diego Portales Professor für Zivilrecht und Rechtsphilosophie.
Zwischen 1994 und 2004 war er Dekan in der Fakultät für Rechtswissenschaften, und im Anschluss bis 2007 Vizerektor, ab 1. März 2007 ist er Rektor.

## Veröffentlichungen
- Peña, Carlos, Vargas, Et al. El rol del mercado y el estado en la justicia, (2000), Santiago de Chile.
- Peña, Carlos, Práctica Constitucional y Derechos Fundamentales, (1996), Corporación Nacional de Reparación y Reconciliación, Santiago de Chile, 425 páginas.
- Peña, Carlos, Etcheberry, L. Nueva Regulación del Derecho de Alimentos, (2002), Santiago de Chile.
- Peña, Carlos. Evolución de la Cultura Jurídica Chilena, (1994), Santiago de Chile, C.P.U., 186 páginas.
- Peña, Carlos, Correa et al. El poder judicial en la encrucijada. Estudios sobre Poder Judicial y Sistema Político, (1992), Ediciones Cuadernos de Análisis Jurídico, Santiago de Chile.